# Садко (симфоническая картина)
Садко — симфоническая картина, одно из ранних оркестровых сочинений Николая Андреевича Римского-Корсакова.

## Литературный первоисточник
В качестве первоисточника взят эпизод из былины «Садко», пересказанный в предисловии к партитуре Римским-Корсаковым: 

Стал среди моря корабль Садко, Новгородского гостя. По жребию бросили самого Садко в море, в дань Царю Морскому, и пошёл корабль своим путём-дорогою. Остался Садко среди моря один со своими гусельками яров- чатыми, и увлек его Царь Морской в своё царство подводное. А в царстве подводном шёл большой пир: Царь Морской выдавал свою дочь за Окиан-море. Заставил он Садко играть на гуслях, и расплясался Царь Морской, а с ним и все его царство подводное. От пляски той всколыхалося Окиан-море и стало ломать-топить корабли… Но оборвал Садко струны на гуслях, и прекратилася пляска, и море затихло…— Римский-Корсаков. «Садко» (музыкальная картина)

## История создания
Идея создания симфонической картины на мотив древнерусской былины «Садко» принадлежала не Римскому-Корсакову, а музыкальному критику В. В. Стасову, главному идеологу «Могучей кучки». Идея создания была предложена сначала Милию Алексеевичу Балакиреву и Модесту Петровичу Мусоргскому, но они не воспользовались предложением.
Сам Римский-Корсаков загорелся идеей создания «Садко» сразу после возвращения из кругосветного плавания, получив предложение от М. П. Мусоргского.
Николай Андреевич писал симфоническую картину по плану, предложенному В. В. Стасовым. На создание основной партитуры ушло всего три с половиной месяца (14 июля — 30 октября 1867 года). В партитуре автор указал посвящение своему наставнику М. А. Балакиреву. Премьера состоялась 9 декабря 1867 года в концерте Русского музыкального общества под управлением Милия Балакирева. Симфоническая картина была высоко оценена Милием Алексеевичем.
Второй вариант инструментовки был осуществлён Римским-Корсаковым в 1891—1892 годах в рамках работы по систематической корректуре всех своих ранних сочинений.

## Описание
Основой симфонической картины является лейтмотив из трёх звуков, первоначально интонируемых альтами, а затем вырастающего в усилении звучности и нагнетания в величавую картину морских просторов.
Среди гармонических особенностей выделяется т. н. «гамма Римского-Корсакова» — последование тонов и полутонов в верхних звуков аккордов в сцене спуска Садко на дно.
В картине также употреблены мелодии-попевки народного склада, интонирующие игру Садко на гуслях. Данные мотивы, постепенно увеличиваясь в динамике, начинают изображать и пляски всего подводного царства, резко обрываемые аккордом tutti: это момент обрыва струн гусель Садком.
Реприза и кода состоят из тем морского прибоя: сначала спокойных, а затем и затихающих, удаляющихся от слушателя.

## Интересные факты
Употреблённая в симфонической картине тема золотых рыбок позднее была использована Н. А. Римским-Корсаковым в опере «Садко» в качестве темы-лейтмотива Волховы.